# جواز سفر ياباني

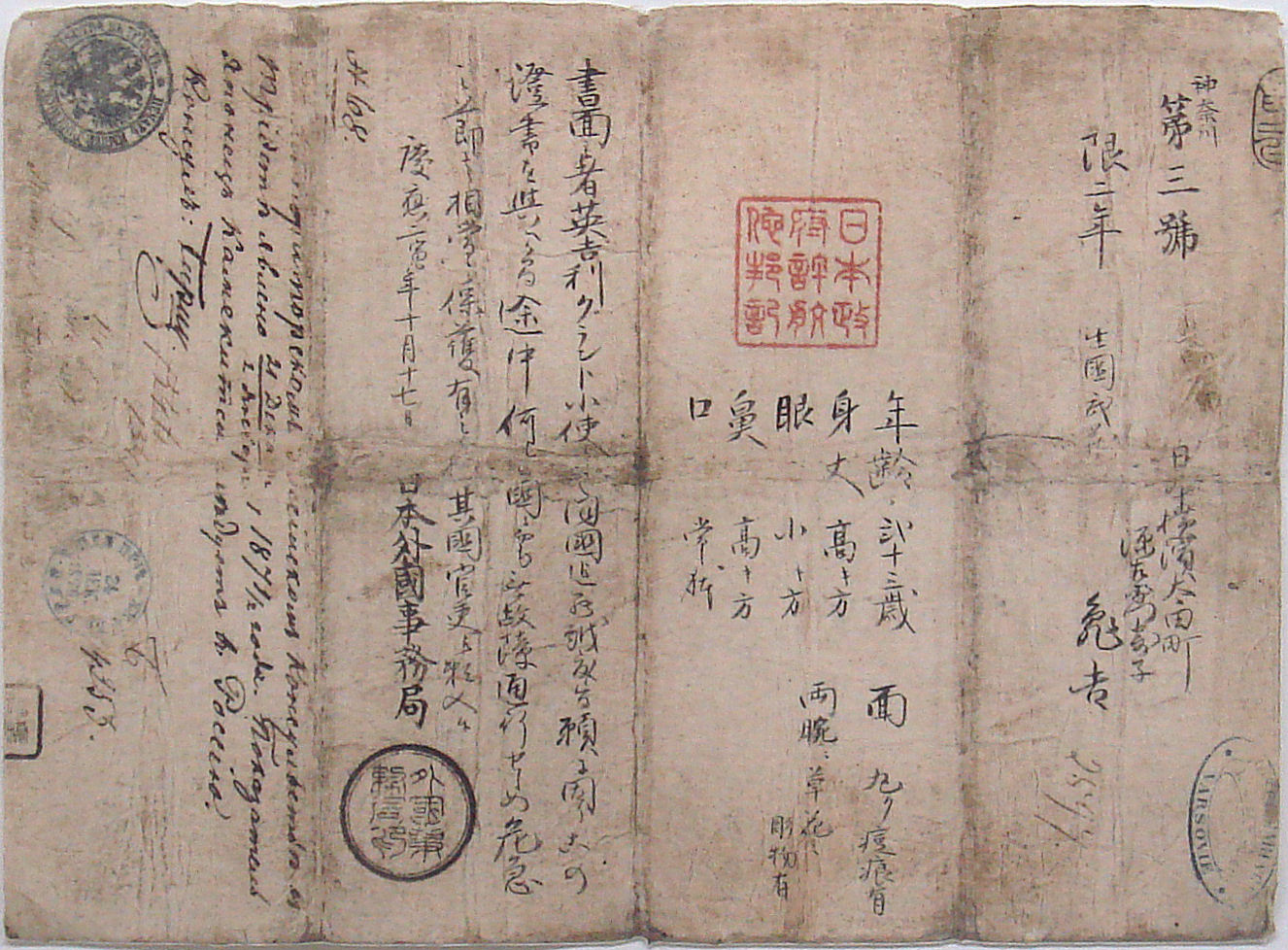
ظهور أول جواز سفر ياباني لأول مرة بدأت عام 1866م.

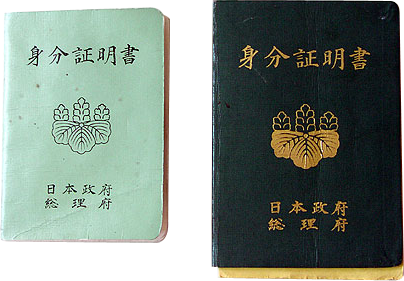
جواز السفر الياباني القديم بدأت عام 1952م ، وأنتهت استخدامها عام 1972م.

جواز السفر الياباني (باليابانية: 日本のパスポート) ، هو جواز سفر يمنح للمواطن الياباني في حال رغبته بالسفر خارج اليابان ، وبدأ استخدام تأشيرة السفر إلى الخارج لأول مرة عام 1866م ، وقامت وزارة الخارجية اليابانية بتجديد الجواز الياباني عام 1952م ، وجددت الشكل الجديد للجواز الياباني بداية عام 2006م المعمول به حتى الآن ، وتتوفر معلومات جواز السفر الياباني باللغتين وهما اليابانية والإنجليزية.

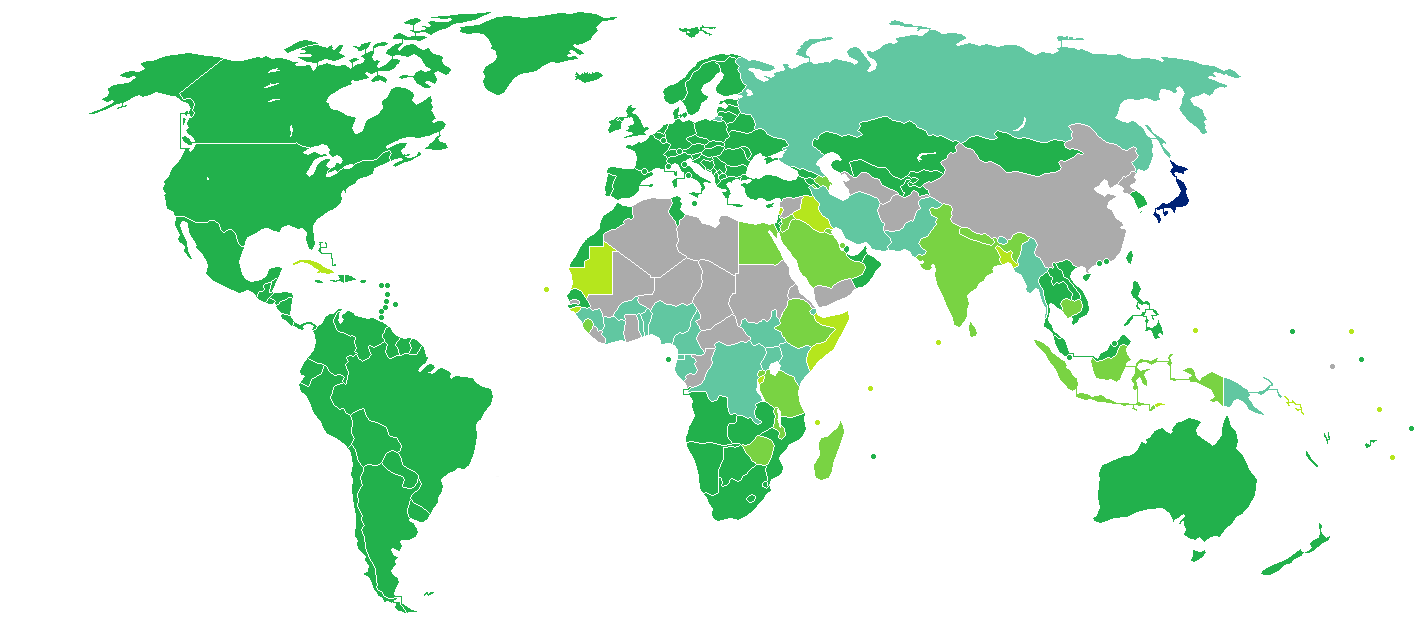
البلدان والأقاليم التي لا تفرض تأشيرة أو تطلب تأشيرة دخول عند الوصول للجهة، لحاملي جوازات السفر اليابانية العادية.

## معرض صور

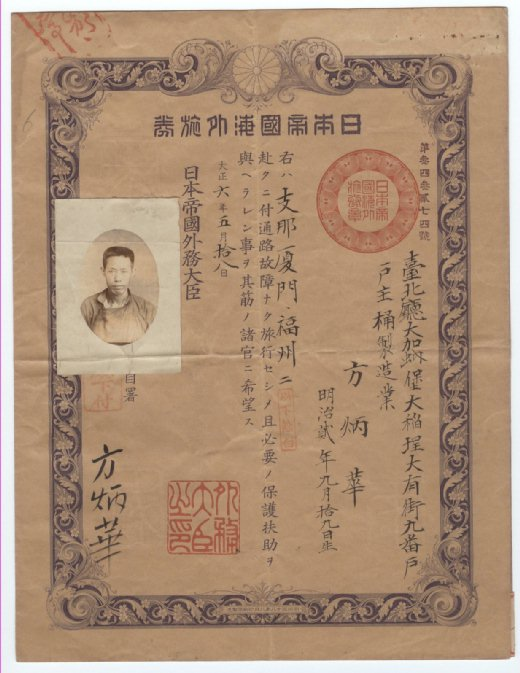
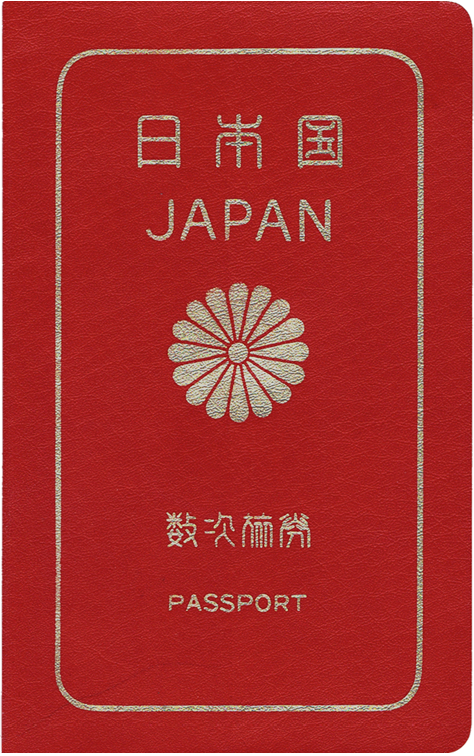
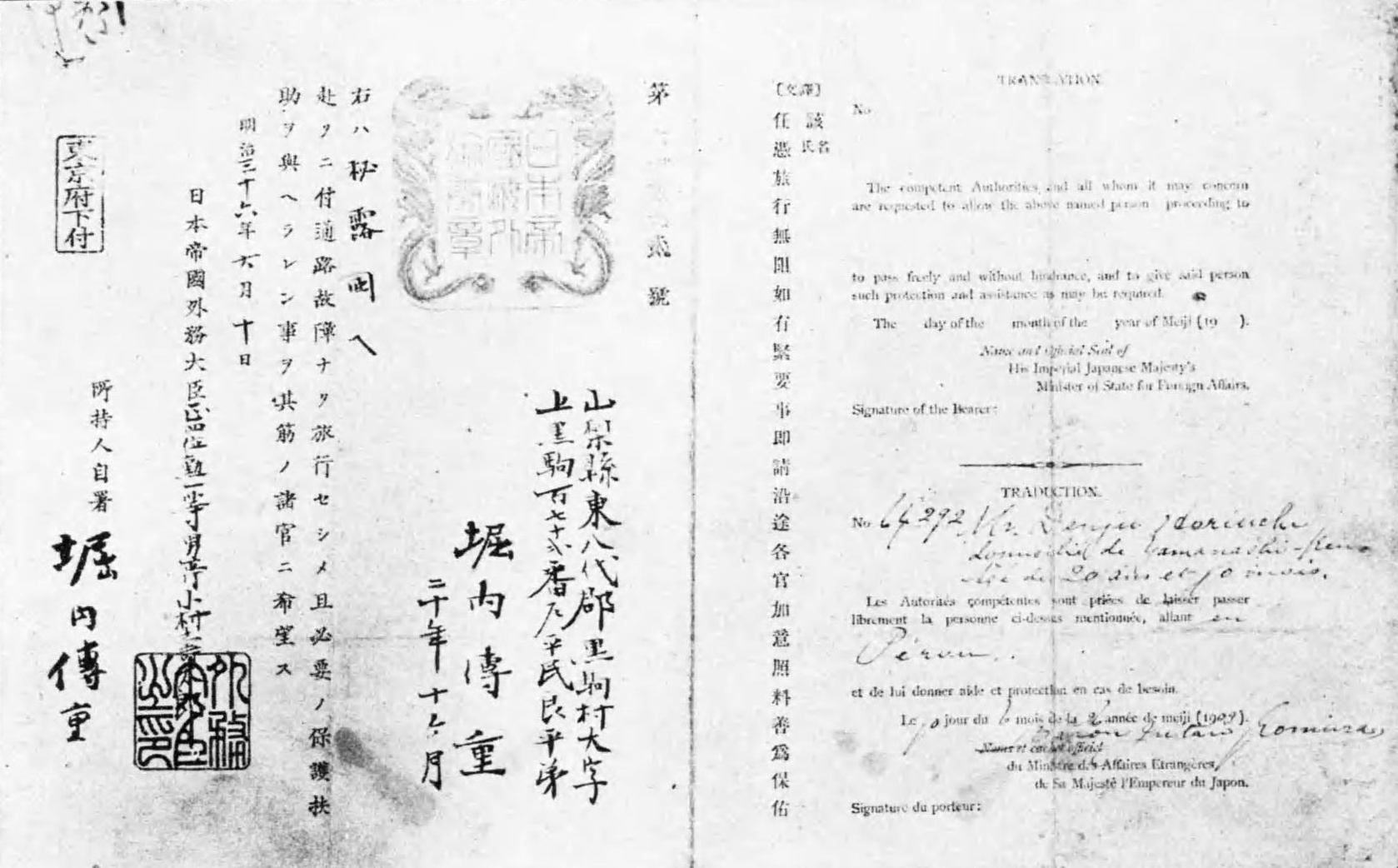
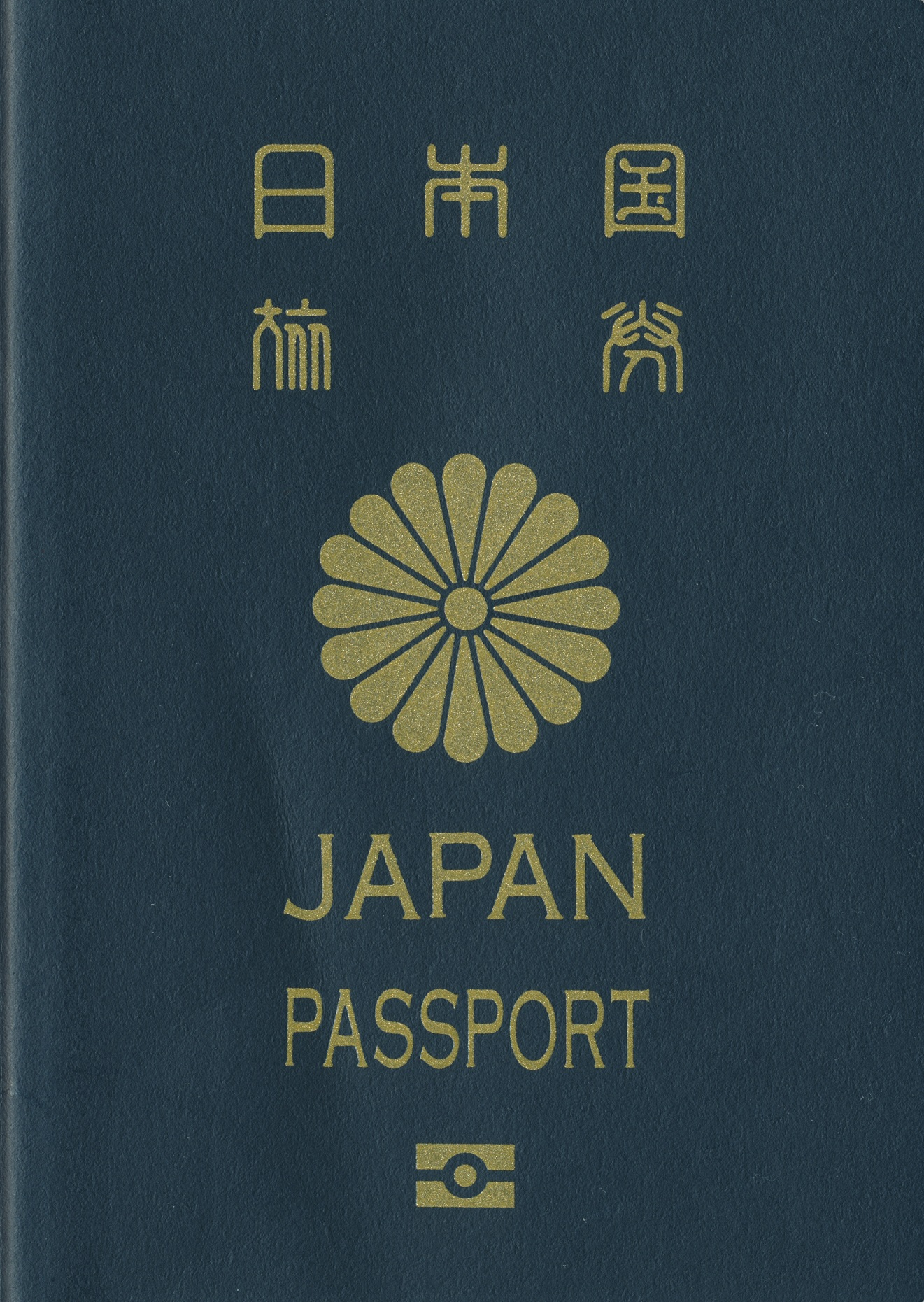
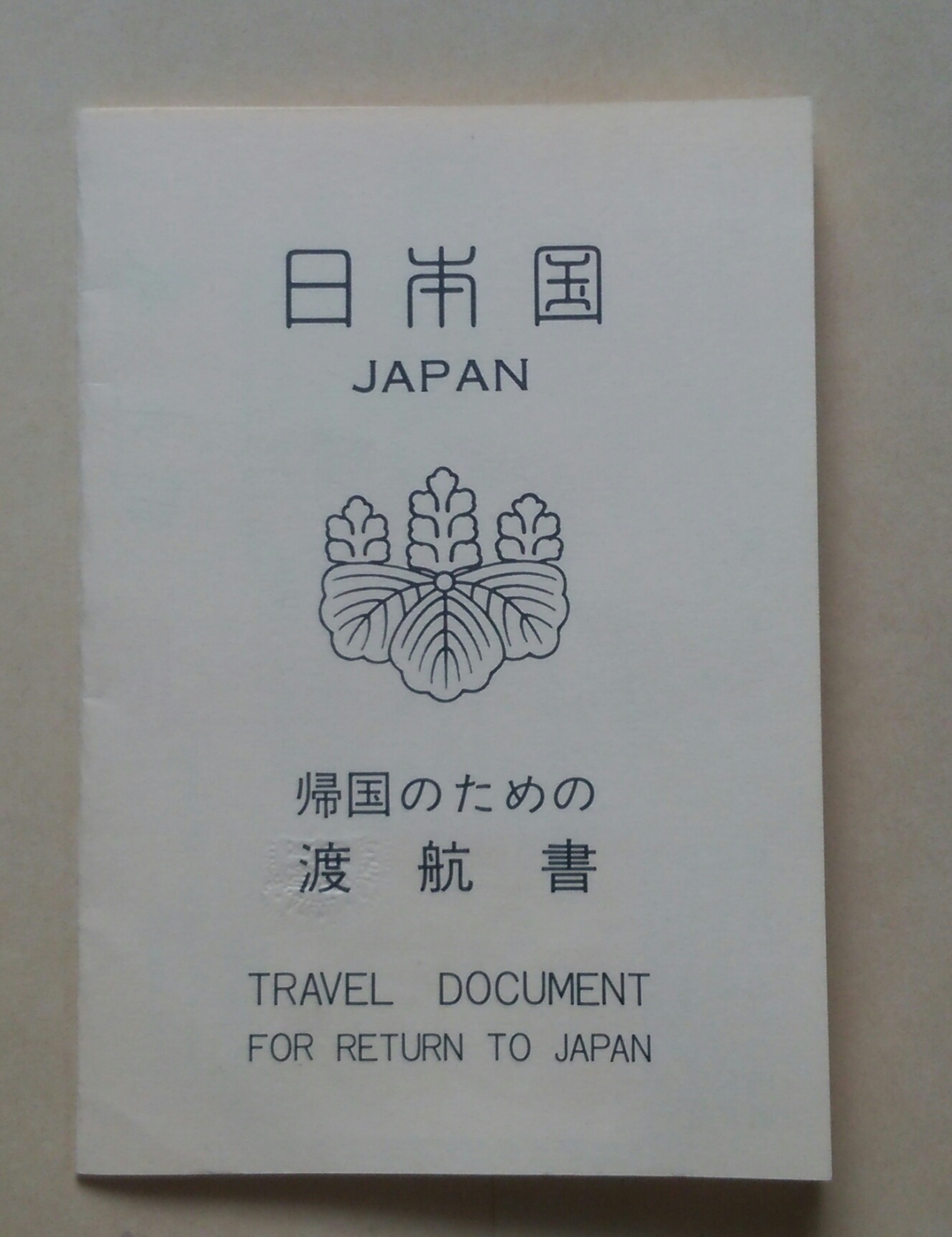
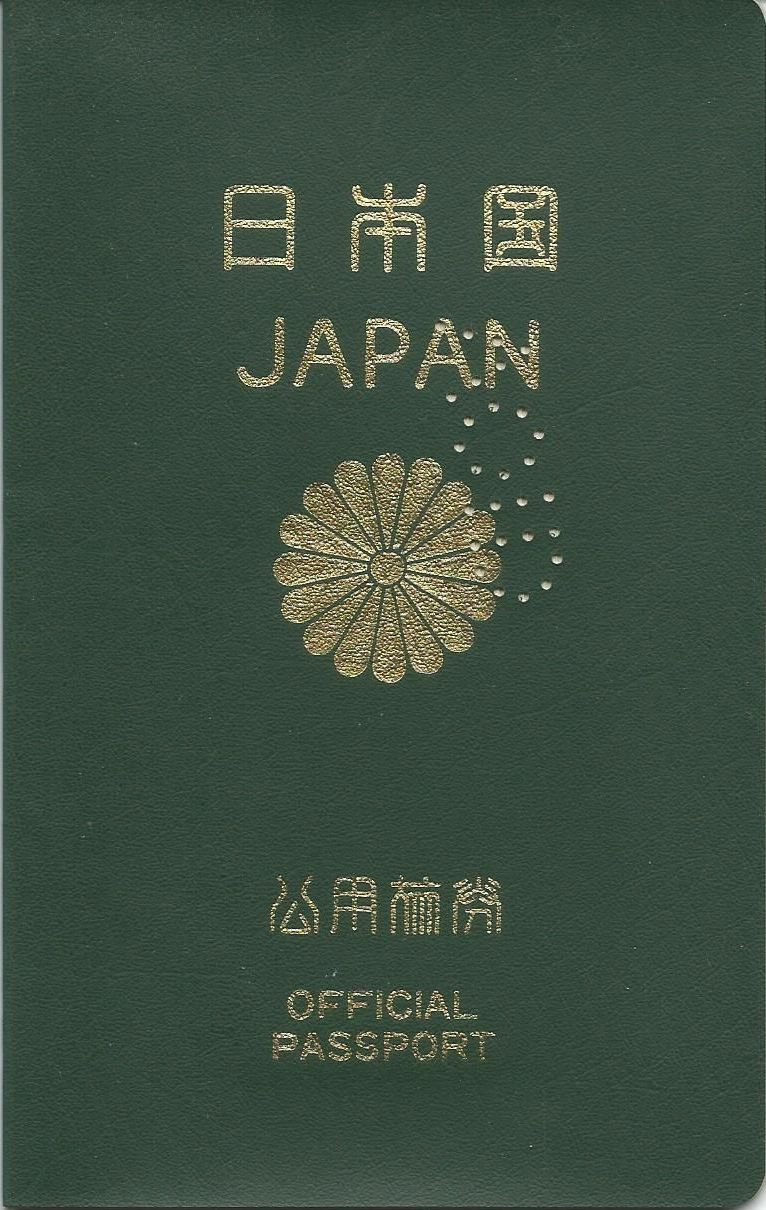